# Ismail ibne Bulbul
Abul Saquir Ismail ibne Bulbul (Abu'l-Saqr Isma'il ibn Bulbul - lit. "Abul Saquir Ismail, filho de Bulbul"; 844/845–891) foi um proeminente oficial do Califado Abássida durante o reinado do califa Almutâmide (r. 870–892), servindo como vizir califal de 878 até 892.

## Vida

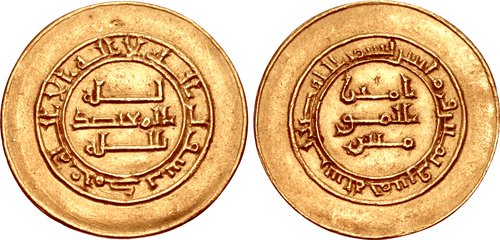
Dinar de ouro de Almutadide r.

Embora Abul Saquir Ismail alegou pertencer à tribo árabe dos xaibanitas, foi de origem persa ou mesopotâmica. Ascendeu nas fileiras da burocracia abássida, tornando-se chefe do divã dos domínios reais, e foi nomeado para o mais alto ofício civil, o de vizir, pelo regente Almuafaque (r. 870–891) em 878. Ele foi deposto logo depois, mas então reinstalado dentro de um ano. O verdadeira poder do governo residia, entretanto, com o secretário de Almuafaque, Saíde ibne Maclade, e não foi até a queda do último em 885 que Ismail realmente tornar-se-ia chefe da administração. Ele gozou de ampla autoridade que estendeu-se inclusive para o exército. Foi ele que, enfrentando escassezes financeiras crônicas, recrutou dois irmãos mercantes, Amade ibne Alfurate e seu irmão Alboácem Ali, que tornar-se-iam figuras centrais dentro da administração califal pelas décadas seguintes.
Ismail ibne Bulbul teve simpatias com o xiismo, e tornar-se-ia de algum modo inimigo do filho de Almuafaque, o futuro califa Almutadide (r. 892–902), cujo crescente poder político e militar ele tentou sem sucesso neutralizar. Consequentemente, quando Almuafaque morreu em junho de 891 e foi sucedido como regente por Almutadide, Ismail foi preso e morreu logo depois.